# 1998 VA35
1998 VA35 är en asteroid i huvudbältet som upptäcktes den 12 november 1998 av de båda japanska astronomerna Seiji Ueda och Hiroshi Kaneda i Kushiro.
Asteroiden har en diameter på ungefär 4 kilometer.